# اسکار انگنگا
اسکار انگنگا (انگلیسی: Óscar Engonga؛ زادهٔ ۱۲ سپتامبر ۱۹۶۸) بازیکن فوتبال اهل اسپانیا است.
از باشگاه‌هایی که در آن بازی کرده‌است می‌توان به باشگاه فوتبال رئال وایادولید و باشگاه فوتبال راسینگ سانتاندر اشاره کرد.